# Caracha, Tacámbaro
Caracha är en ort i Mexiko.   Den ligger i kommunen Tacámbaro och delstaten Michoacán de Ocampo, i den södra delen av landet, 240 km väster om huvudstaden Mexico City. Caracha ligger 1 163 meter över havet och antalet invånare är 361.
Terrängen runt Caracha är lite bergig. Runt Caracha är det ganska tätbefolkat, med 80 invånare per kvadratkilometer. Närmaste större samhälle är Tacámbaro de Codallos, 6,1 km nordväst om Caracha. I omgivningarna runt Caracha växer huvudsakligen savannskog.